# Bongani Khumalo
Pour les articles homonymes, voir Khumalo.
Bongani Khumalo, né le 6 janvier 1987 à Manzini au Swaziland, est un ancien footballeur international sud-africain. Il a fait partie des 23 joueurs sud-africains ayant participé à la coupe du monde 2010.

## Biographie
Le 24 mars 2011, il est prêté jusqu'à la fin de la saison au club de Preston North End, et, le 25 juillet 2011, est prêté pour une saison à Reading. Il est de nouveau prêté début juillet 2012, cette fois-ci au PAOK Salonique.
Le 31 juillet 2013 il est prêté aux Doncaster Rovers.
Le 14 mars 2015 il est prêté à Colchester United. Ce prêt se révélera court.
Le 4 août 2015, il rentre au pays sans avoir joué le moindre match avec Tottenham entre 2011 et 2015. Bongani s'engage avec Supersport United club qu'il avait connu entre 2007 et 2011. En manque de temps jeu, Khumalo résilie son contrat au bout de quelques mois, et trouvera un nouveau point de chute du côté de Bidvest Wits.

## But international
| # | Date         | Lieu                         | Adversaire | Score | Compétition                    |
| - | ------------ | ---------------------------- | ---------- | ----- | ------------------------------ |
| 1 | 22 juin 2010 | Bloemfontein, Afrique du Sud | France     | 2-1   | Coupe du monde 2010 (Groupe A) |

## Palmarès
- Supersport United
  - Championnat d'Afrique du Sud
    - Champion (3) : 2008, 2009, 2010

- Reading
  - Championship (D2)
    - Champion (1) : 2012

- Bidvest Wits
  - Championnat d'Afrique du Sud
    - Champion (1) :  2017